# 1979 no jornalismo
Nesta página encontrará referências aos acontecimentos directamente relacionados com o jornalismo ocorridos durante o ano de 1979.

## Eventos
- 19 de março — Lançamento da primeira edição do jornal diário matutino português "Correio da Manhã".
- 17 de agosto — Fundada a Associação Nacional de Jornais do Brasil, com o objetivo de defender a liberdade de imprensa.

## Nascimentos
| Data        | Nome          | Profissão                 | Nacionalidade | Observações | Ref |
| ----------- | ------------- | ------------------------- | ------------- | ----------- | --- |
| 18 de junho | Manoel Soares | jornalista e apresentador | Brasil        |             |     |

## Mortes
| Data            | Nome                     | Profissão                                                      | Nacionalidade                              | Observações | Ref |
| --------------- | ------------------------ | -------------------------------------------------------------- | ------------------------------------------ | ----------- | --- |
| 19 de fevereiro | Elmano Cardim            | jornalista e membro da ABL                                     | Brasil                                     | n. 1891     |     |
| 11 de março     | António Guedes de Amorim | escritor e jornalista                                          | Reino Unido de Portugal, Brasil e Algarves | n. 1901     |     |
| 19 de agosto    | Odilo Costa Filho        | jornalista, cronistadesambig, novelista e poeta. Membro da ABL | Brasil                                     | n. 1914     |     |
| 4 de setembro   | Dennis Sefton Delmer     | jornalista                                                     | Reino Unido                                | n. 1904     |     |